# Hyalomma nitidum
Hyalomma nitidum är en fästingart som beskrevs av Schulze 1919. Hyalomma nitidum ingår i släktet Hyalomma och familjen hårda fästingar. Inga underarter finns listade i Catalogue of Life.